# كامن ديميتروف
كامن ديميتروف هو رامي القرص بلغاري، ولد في 18 يناير 1962.

## وصلات خارجية
- كامن ديميتروف على موقع الاتحاد الدولي لألعاب القوى (الإنجليزية)